# Rayo Cantabria
El Rayo Cantabria és un club de futbol de la ciutat de Santander a Cantàbria. A data de 2021 és el club filial del Racing de Santander.
El club va ser fundat el 1926. No fou fins al 1951 que es vinculà al Racing com a club filial. Amb el pas dels anys ha rebut les següents denominacions:
- Gimnástica de Miranda (1926–1931)
- Rayo Sport de Miranda (1931–1941)
- Sociedad Deportiva Rayo Cantabria (1941–1993)
- Real Racing Club de Santander B (1993–2019)
- Rayo Cantabria (2019–avui)

## Palmarès
- Tercera Divisió: 1960-61, 1986-87, 1994-95, 1998-99, 2004-05
- Copa Federació de futbol: 1998-99